# 范瑪泰
范瑪泰（英語：Matt Bryant，直译：馬特·布萊恩，1976年7月18日—）為美國男子籃球運動員，母親范美娥是臺灣新竹縣人，擁有原住民血統，父親為非裔美國人，曾是駐臺美軍。范瑪泰生於臺灣臺北，出生五個月以後因父親輪調關係與父母到美國維吉尼亞州定居。
1998年范瑪泰畢業於克里斯托弗新港大學，1998年9月底中華職籃戰神男籃以月薪4000美元簽下范瑪泰，1998年10月底范瑪泰與母親一同返回臺灣，並經家族會議投票決定從母姓以「范瑪泰」為名征戰中華職籃，中華職籃五年范瑪泰出賽了21場，場均表現為11.6分、2.2籃板，三分命中率為43.6%。
中華職籃為了復賽舉辦實力平衡選秀，宏福公羊將中廣戰神未放進保護名單的范瑪泰放入自家保護名單內，為此宏福公羊須放棄選秀首輪前四順位。2000年10月范瑪泰返回臺灣參加中華職籃六年熱身賽，後因中華職籃復賽無法成真於2000年11月中旬離開臺灣，2001年度社會甲組籃球聯賽原預定轉戰幸福豹，但因未於期限前入境臺灣而無法參加。

## 外部連結
- 范瑪泰在Eurobasket.com（球員）（英语）
- 范瑪泰的LinkedIn页面